# Incendio de Valencia de 2024
El incendio de Valencia de 2024 ocurrió el 22 de febrero de ese mismo año en un complejo residencial de 138 viviendas, hogar de unas 450 personas, en el barrio de Campanar de esa ciudad. Agravado por las condiciones meteorológicas y el revestimiento compuesto de paneles Alucobond (aluminio y polietileno), fue el mayor incendio jamás registrado y la peor catástrofe en la ciudad desde el accidente de Metrovalencia de 2006, con un resultado de diez fallecidos y quince heridos.

## Antecedentes
La construcción se inició en 2005 y se concluyó en 2009, durante la burbuja inmobiliaria. En 2007, la promotora FBEX, propiedad del empresario catalán Juan Parada Henares, difundió un vídeo promocional de los dos inmuebles, en el que los presentaba como «dos edificios vanguardistas y singulares con fachadas revestidas con un innovador material tipo 'alucobond'», y «la máxima calidad de materiales de construcción». El complejo contaba con una piscina exterior rodeada de jardín y un spa comunitario con jacuzzi, sauna, duchas vichy y vestuarios.
La legislación vigente en aquel entonces autorizaba el uso de polietileno para el revestimiento y aislamiento de los edificios, lo que permitió que superaran los controles de seguridad y su construcción fuera aprobada. Sin embargo, debido al devastador incendio ocurrido en febrero de 2005, que destruyó casi en su totalidad la emblemática torre Windsor de Madrid, de 27 plantas y 106 metros de altura, la normativa contra incendios se endureció un año después para evitar tragedias como esta.
En mayo de 2010, FBEX entró en un concurso de acreedores ante el Juzgado de lo Mercantil n.º 8 de Barcelona, con una deuda de unos 640 millones de euros. Finalmente, en noviembre de 2011, tras no alcanzarse un acuerdo, la Justicia dictó el auto de liquidación de la promotora e inició el proceso de venta y adjudicación de activos.

## Incendio
El fuego, al parecer, se inició en torno a las 17:30 de la hora local (UTC+1) en la octava planta,y poco más de dos horas después, las llamas ya habían arrasado todo el inmueble, que estaba dividido en dos torres unidas por un núcleo de comunicación vertical acristalado cilíndrico que alojaba los ascensores (2 panorámicos y 2 interiores) y las escaleras. Gracias a la rápida intervención del conserje de la finca, que alertó piso por piso del incendio hasta la llegada de los bomberos, varios vecinos pudieron desalojar a tiempo sus pisos antes de que el fuego se propagase. El recubrimiento del inmueble con placas de aluminio y lana de roca, junto con situaciones meteorológicas adversas, facilitaron la rápida propagación del fuego por todo el inmueble. Debido a la virulencia de las llamas, este incendio es considerado el peor jamás registrado en la ciudad.
Se desplazaron al lugar más de veinte dotaciones de bomberos y se pidió a la población que se mantuviera alejada de la zona. A solicitud de la Generalidad Valenciana, el Gobierno central activó el despliegue de la Unidad Militar de Emergencias para ayudar con los trabajos de extinción y soporte a las víctimas. Los taxistas de la ciudad, en un acto de solidaridad, se movilizaron para el traslado de los heridos a los diversos hospitales. Ese mismo día se ofrecieron varios hoteles de la ciudad para garantizar el realojo a todas las familias afectadas, aunque la mayoría optó por quedarse en casas de familiares y amigos.
En un primer momento las investigaciones se centraron en el motor eléctrico del toldo del apartamento N.º 86, en la séptima planta. Sin embargo, posteriormente se conoció que el origen del incendio se debió realmente a un fallo en un electrodoméstico, concretamente un frigorífico, de dicho apartamento. A pesar de la rápida difusión por los medios de comunicación, la teoría del toldo no encajaba con las imágenes y vídeos grabados en los primeros instantes del incendio, en los que se aprecia tanto que el fuego provenía del interior de la vivienda, como que la misma no disponía de dicho elemento en su terraza ni de los anclajes de este en la barandilla, los cuales sí que se podían observar en las demás terrazas que sí disponían de él. Esta teoría pudo originarse a partir de otro vídeo grabado desde un edificio colindante, coincidiendo en altura con el piso incendiado pero lateral a este. Debido a esto, en el vídeo se podía apreciar un toldo con las llamas de fondo, sin embargo este se trataba del perteneciente a la terraza del piso colindante al incendiado el cual, debido a la perspectiva de la grabación, parecía que estaba ardiendo pero en realidad no era así.

## Consecuencias
La alcaldesa de Valencia, María José Catalá, declaró tres días de luto oficial por el incendio. Como consecuencia, se cancelaron varios actos, incluido el primer día de las Fallas de Valencia. El presidente del Gobierno, Pedro Sánchez, se desplazó a la ciudad al día siguiente y afirmó que «están aquí para proveer de ayuda, de todo tipo de servicios a las dos administraciones, ayuntamiento y comunidad; para responder a lo urgente y, posteriormente, clarificar qué ha sucedido y poder ayudar a sobreponerse a los familiares de esta terrible tragedia». Desde la Casa Real también se realizó un comunicado oficial, en el que se informaba que el rey Felipe VI y su esposa Letizia «seguían con preocupación la evolución del incendio en Valencia», además de mandar todo su apoyo a los servicios de emergencias y los mejores deseos de recuperación a los heridos.
Durante la tarde del incendio, las cadenas de televisión españolas Antena 3 y Telecinco cancelaron su trasmisión habitual para informar en directo del incendio en Valencia. Los dos equipos de fútbol más importantes de la ciudad, el Valencia C. F. y el Levante U. D., mandaron condolencias a los afectados y solicitaron posponer sus respectivos partidos debido al trágico incidente. El Valencia Basket también realizó un comunicado oficial lamentando lo ocurrido y enviando condolencias a todas las víctimas. Diversos equipos del país también se sumaron al duelo de la tragedia, realizando diversos comunicados en sus respectivas redes sociales.